# Груба сила (фільм)
«Груба сила» (англ. «Brute Force») — американський фільм-нуар 1947 року. Режиссер — Жуль Дассен. У головних ролях — Берт Ланкастер, Г'юм Кронін та Чарльз Бікфорд.

## Сюжет
Джо Коллінз потрапив до в'язниці через те крадіжку грощей, які хотів витратити на лікування коханої жінки. Капітан Мансі — новий наглядач, який вважає себе мало не царем у цьому світі. Він завжди все про всіх знає, а Джо це зовсім не до вподоби. Його дружина вважає, що він поїхав у відрядження та чекає на нього. А з лікуванням тягнути неможна. Джо планує втечу. А лікар нагадує керівництву, що ситуація у в'язниці зовсім нестабільна..

## У ролях
- Берт Ланкастер — Джо Коллінз
- Г'юм Кронін — капітан Мансі
- Чарльз Бікфорд — Галлахер
- Івонн де Карло — Джина Феррара
- Енн Бліт — Рут
- Елла Рейнс — Кора Лістер
- Аніта Колбі — Флоссі
- Віт Бісселл — Том Лістер